# Ceropegia jainii
Ceropegia jainii là một loài thực vật có hoa trong họ La bố ma. Loài này được Ansari & B.G.P.Kulk. mô tả khoa học đầu tiên năm 1980.

## Hình ảnh

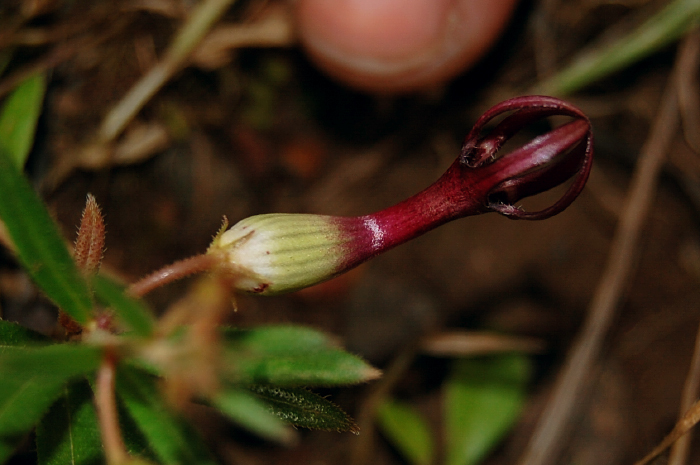